# Cephalotrichum medium
Cephalotrichum medium är en svampart som först beskrevs av Pier Andrea Saccardo, och fick sitt nu gällande namn av S. Hughes 1958. Cephalotrichum medium ingår i släktet Cephalotrichum och familjen Microascaceae.   Inga underarter finns listade i Catalogue of Life.